# Dobrnja (Tuzla)
Pour les articles homonymes, voir Dobrnja.
Dobrnja (en cyrillique : Добрња) est une localité de Bosnie-Herzégovine. Elle est située sur le territoire de la Ville de Tuzla, dans le canton de Tuzla et dans la fédération de Bosnie-et-Herzégovine. Selon les premiers résultats du recensement bosnien de 2013, elle compte 2 086 habitants.

## Démographie

### Évolution historique de la population dans la localité
| 1948 | 1953 | 1961  | 1971  | 1981  | 1991  | 2013  |
| ---- | ---- | ----- | ----- | ----- | ----- | ----- |
| -    | -    | 1 305 | 1 287 | 1 364 | 1 898 | 2 086 |

|  |

### Communauté locale
En 1991, la communauté locale de Dobrnja comptait 1 996 habitants, répartis de la manière suivante :